# Wolfschlugen
Wolfschlugen (schwäbisch Wolfschluaga ['wolfʃluɐ̃gɐ̃]) ist eine Gemeinde im Landkreis Esslingen auf der Filderebene in Baden-Württemberg. Sie gehört zur Region Stuttgart (bis 1992 Region Mittlerer Neckar) und zur europäischen Metropolregion Stuttgart.

## Geographie

### Geographische Lage
Das Gemeindegebiet von Wolfschlugen liegt auf der zum oberen Neckar hin südöstlich abfallenden Filderebene in einer Höhe von 414 m ü. NN bis etwa 350 m ü. NN. Es entwässert größtenteils über die zwei Oberläufe des Föllbachs zum nahen Neckarzufluss Aich. Das Dorf liegt in Luftlinie etwa 5 km nordwestlich der Stadt Nürtingen und etwa 10 km südsüdwestlich der Kreisstadt Esslingen am Neckar.

### Gemeindegliederung
Zur Gemeinde gehören außer dem Dorf Wolfschlugen keine weiteren Orte.
Im Gemeindegebiet liegt die abgegangene Ortschaft Walthausen. Der Flurname Opfenweil(er) deutet auf eine ebenfalls abgegangene Ortschaft hin, diese ist jedoch nicht belegt.

### Nachbargemeinden
Angrenzende Gemeinden sind Neuhausen auf den Fildern im Norden, Unterensingen im Osten, Nürtingen im Südosten, Aichtal im Südwesten und Filderstadt im Westen (alle Landkreis Esslingen).

### Flächenaufteilung
Nach Daten des Statistischen Landesamtes, Stand 2014.

## Geschichte

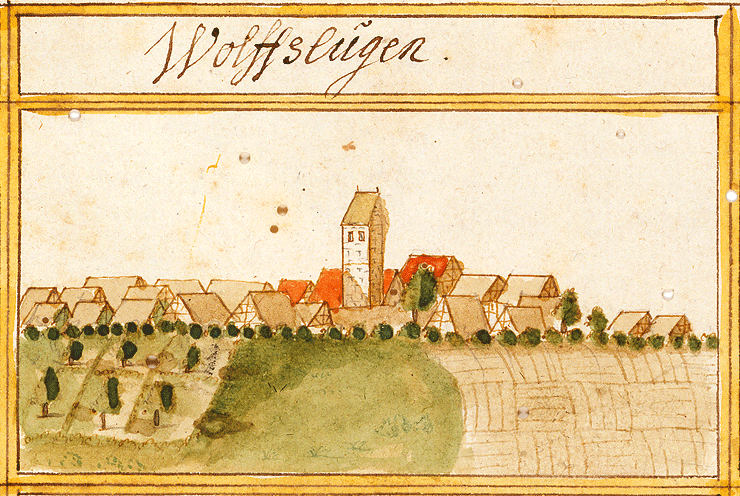
Wolfschlugen 1683/1685 im Kieserschen Forstlagerbuch

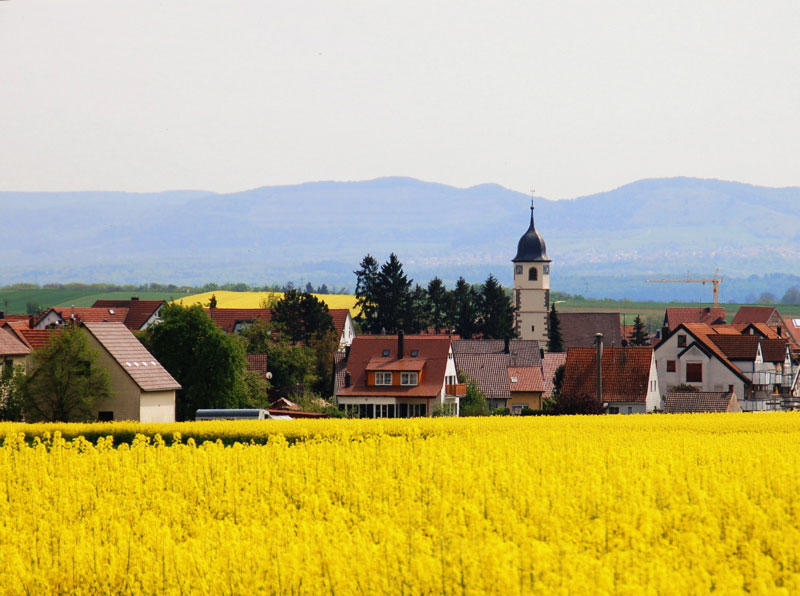
Wolfschlugen im Frühjahr

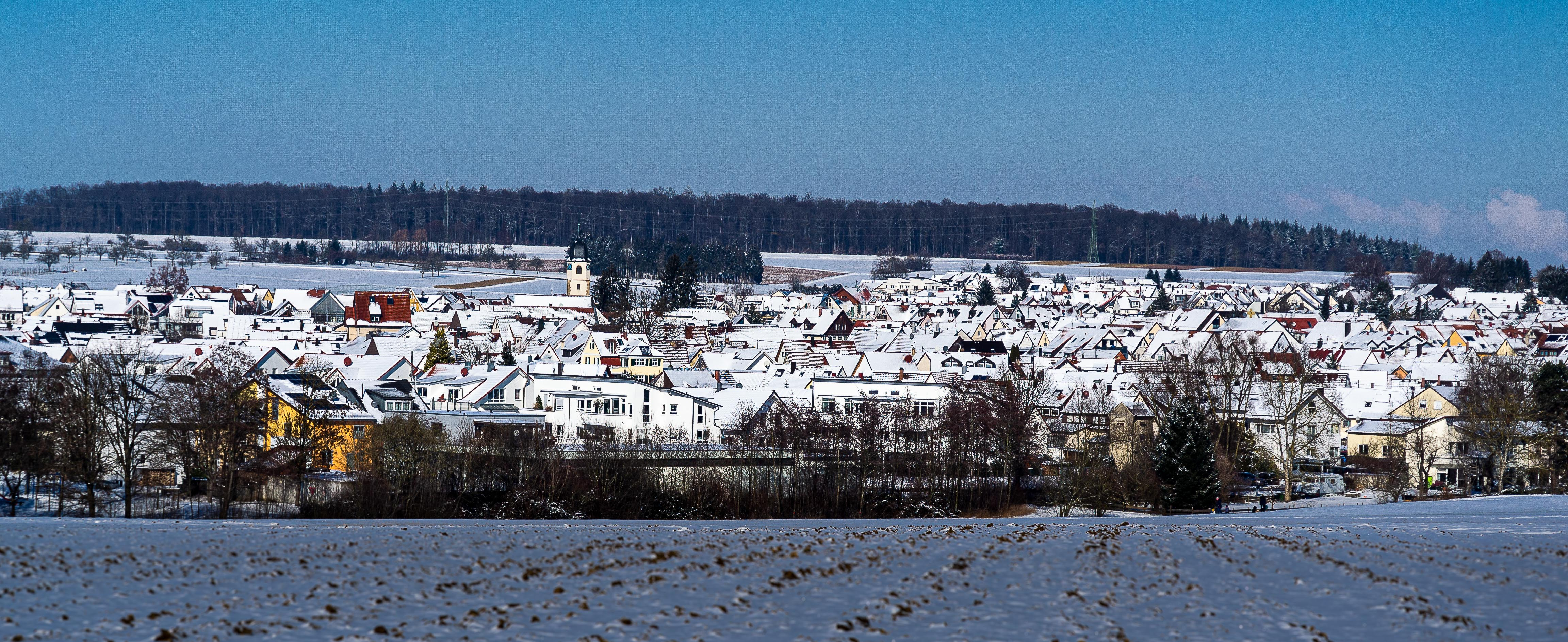
Wolfschlugen im Winter

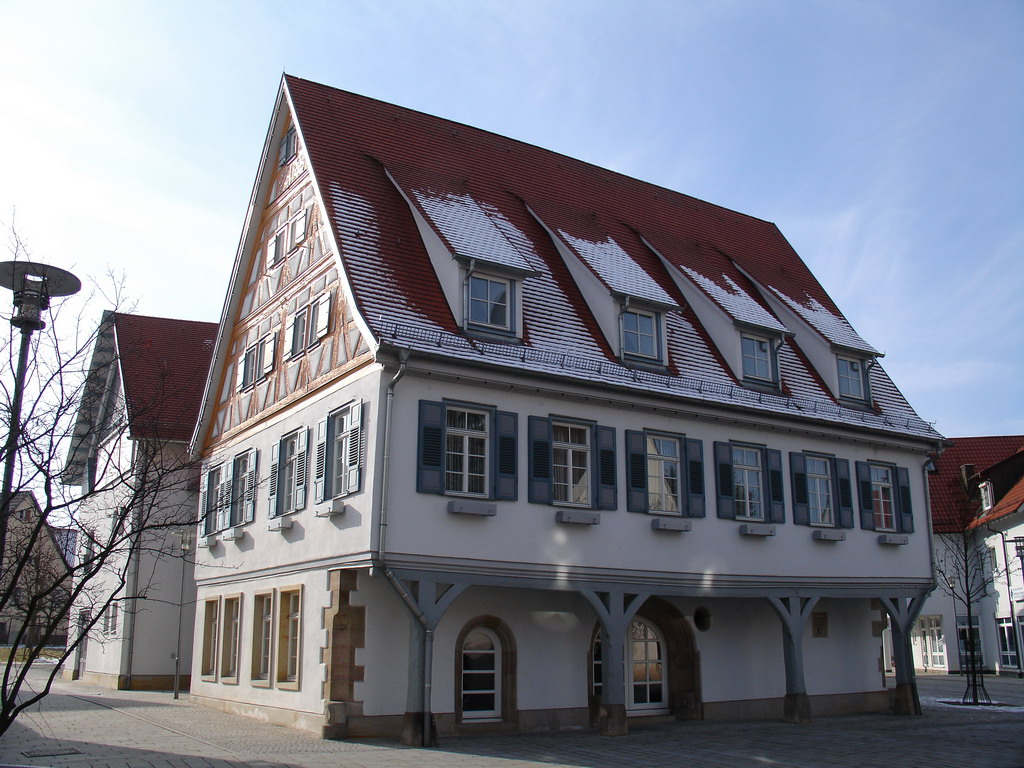
Rathaus

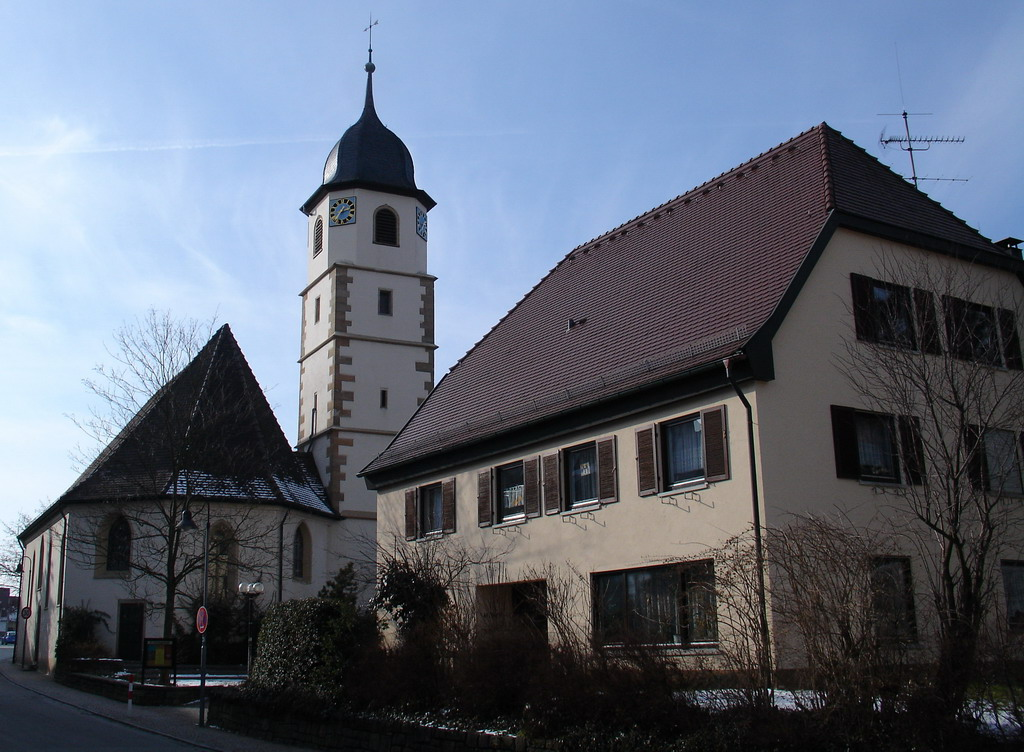
Evangelische Kirche

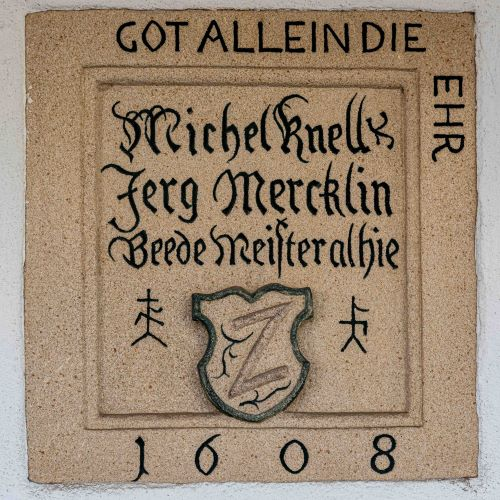
Inschrift Rathaus Wolfschlugen

### Altertum
Zeugnis für eine Besiedlung der Gegend durch die Römer liefern die Überreste eines römischen Gutshofs im Wald zwischen Wolfschlugen und Unterensingen.

### Mittelalter
Im Hochmittelalter lag das Gebiet im Herzogtum Schwaben. Wolfschlugen wurde erstmals 1318 urkundlich erwähnt. 1380 erteilte Graf Eberhard II. von Württemberg der Gemeinde das Dorfrecht. Dadurch entwickelte sich aus der Ansiedlung ein richtiger Ort. Im Spätmittelalter gehörte Wolfschlugen zum württembergischen Amt Grötzingen.

### Frühe Neuzeit
1525 wurden drei Männer aus Wolfschlugen verhaftet, die sich am Bauernkrieg beteiligt hatten. Zu Beginn des 17. Jahrhunderts wohnten rund 400 Menschen im Dorf, darunter etwa 100 Kinder im Schulalter. 1603 wurde die evangelische Kirche völlig umgebaut und erhielt damit die noch heute erhaltene Form. Zwischen 1608 und 1609 erfolgte der Bau des Rathauses durch die Baumeister Michel Knell und Jerg Mercklin. Unter dem Dreißigjährigen Krieg hatte das Dorf wie ganz Württemberg insbesondere nach der Niederlage in der Schlacht bei Nördlingen stark zu leiden. Die Einwohnerzahl ging deutlich zurück und erreichte erst zu Beginn des 18. Jahrhunderts wieder den Vorkriegsstand. 1776 wurde das erste Schulhaus am Ort errichtet.

### Wolfschlugen im 19. Jahrhundert
Bei der Umsetzung der neuen Verwaltungsgliederung im 1806 gegründeten Königreich Württemberg blieb Wolfschlugen dem Oberamt Nürtingen zugeordnet, zu dessen Amt es bereits seit Jahrhunderten gehörte.
1862 war die Gründung des Gesangvereins "SV Concordia 1862 Wolfschlugen e. V.", 1866 die Gründung der Freiwilligen Feuerwehr. Im Jahr 1899 kam die erste Telegraphenstation an den Ort.

### Wolfschlugen im 20. Jahrhundert
1928 erfolgte die Gründung des Musikvereins Wolfschlugen. Epochale technische Neuerungen gab es 1906 mit der ersten Telefonverbindung des Ortes und 1914 mit der elektrischen Beleuchtung der Gemeinde.
Bei der Kreisreform während der NS-Zeit in Württemberg gelangte die Gemeinde 1938 zum Landkreis Nürtingen. 1945 wurde der Ort Teil der Amerikanischen Besatzungszone und gehörte somit zum neu gegründeten Land Württemberg-Baden, das 1952 im jetzigen Bundesland Baden-Württemberg aufging.
1970 feierte man die Einweihung des gemeindeeigenen Sportplatzes und der Turn- und Festhalle.
Durch die Auflösung des Landkreises Nürtingen im Zuge der Kreisreform in Baden-Württemberg ging Wolfschlugen 1973 zum Landkreis Esslingen über.
1993 fand die Einweihung der neuen Sporthalle statt.

### Religionen
Seit der Reformation ist Wolfschlugen evangelisch geprägt. Die evangelische Kirchengemeinde Wolfschlugen hat ca. 2980 Gemeindeglieder. Pfarrer ist derzeit Christian Hölzchen.
Erst der Zuzug von Heimatvertriebenen nach dem Zweiten Weltkrieg führte wieder zu einer nennenswerten Zahl römisch-katholischer Gläubiger. Die katholische Kirchengemeinde Wolfschlugen/Hardt ist eine Teilgemeinde der Kirchengemeinde St. Johannes in Nürtingen und gehört zur Seelsorgeeinheit 11 im Dekanat Esslingen-Nürtingen.
Es gibt in Wolfschlugen drei Kirchen darunter:
- Evangelische Kirche (Kirchstraße), erbaut 1468
- Katholische Kirche (Nürtinger Straße), erbaut 1982
- Neuapostolische Kirche (Riedstraße), erbaut 1962

### Einwohnerentwicklung
Die Einwohnerzahlen sind Volkszählungsergebnisse (¹) oder amtliche Fortschreibungen des Statistischen Landesamtes (nur Hauptwohnsitze).
| Stichtag             | Einwohner |
| -------------------- | --------- |
| 3. Dezember 1834 ¹   | 1206      |
| 1. Dezember 1871 ¹   | 1281      |
| 1. Dezember 1900 ¹   | 1407      |
| 17. Mai 1939 ¹       | 1762      |
| 13. September 1950 ¹ | 2239      |
| 6. Juni 1961 ¹       | 2689      |
| 27. Mai 1970 ¹       | 3547      |
| 25. Mai 1987 ¹       | 5212      |
| 31. Dezember 1991    | 5462      |
| 31. Dezember 1995    | 5710      |
| 31. Dezember 2000    | 6082      |
| 31. Dezember 2005    | 6264      |
| 31. Dezember 2010    | 6309      |
| 31. Dezember 2015    | 6340      |
| 31. Dezember 2020    | 6362      |

### Sport
Sportverein: Der 1903 gegründete TSV Wolfschlugen ist ein Mehrspartensportverein bestehend aus den Abteilungen Badminton, Fußball, Handball, Selbstverteidigung, Ski & Rad,  Tanzen Tischtennis, Turnen, Volkswandern und Volleyball.

## Politik

### Gemeinderat
Der Gemeinderat in Wolfschlugen besteht aus den 14 gewählten ehrenamtlichen Gemeinderäten und dem Bürgermeister als Vorsitzendem. Der Bürgermeister ist im Gemeinderat stimmberechtigt.
Die Kommunalwahl am 9. Juni 2024 führte zu folgendem Endergebnis. 
| Parteien und Wählergemeinschaften | Parteien und Wählergemeinschaften           | % 2024  | Sitze 2024 | % 2019  | Sitze 2019 | Kommunalwahl 2024 %403020100 30,07 %15,87 %24,48 %14,36 %15,22 % UWOGLCDUSPDAWGewinne und Verlusteim Vergleich zu 2019 %p 16 14 12 10 8 6 4 2 0 −2 −4 −6 −8−10−7,76 %p−9,24 %p+2,73 %p−0,96 %p+15,22 %pUWOGLCDUSPDAW |
| UW                                | Unabhängige Wählervereinigung               | 30,07   | 4          | 37,83   | 5          | Kommunalwahl 2024 %403020100 30,07 %15,87 %24,48 %14,36 %15,22 % UWOGLCDUSPDAWGewinne und Verlusteim Vergleich zu 2019 %p 16 14 12 10 8 6 4 2 0 −2 −4 −6 −8−10−7,76 %p−9,24 %p+2,73 %p−0,96 %p+15,22 %pUWOGLCDUSPDAW |
| OGL                               | Offene Grüne Liste                          | 15,87   | 2          | 25,11   | 4          | Kommunalwahl 2024 %403020100 30,07 %15,87 %24,48 %14,36 %15,22 % UWOGLCDUSPDAWGewinne und Verlusteim Vergleich zu 2019 %p 16 14 12 10 8 6 4 2 0 −2 −4 −6 −8−10−7,76 %p−9,24 %p+2,73 %p−0,96 %p+15,22 %pUWOGLCDUSPDAW |
| CDU                               | Christlich Demokratische Union Deutschlands | 24,48   | 4          | 21,75   | 3          | Kommunalwahl 2024 %403020100 30,07 %15,87 %24,48 %14,36 %15,22 % UWOGLCDUSPDAWGewinne und Verlusteim Vergleich zu 2019 %p 16 14 12 10 8 6 4 2 0 −2 −4 −6 −8−10−7,76 %p−9,24 %p+2,73 %p−0,96 %p+15,22 %pUWOGLCDUSPDAW |
| SPD                               | Sozialdemokratische Partei Deutschlands     | 14,36   | 2          | 15,32   | 2          | Kommunalwahl 2024 %403020100 30,07 %15,87 %24,48 %14,36 %15,22 % UWOGLCDUSPDAWGewinne und Verlusteim Vergleich zu 2019 %p 16 14 12 10 8 6 4 2 0 −2 −4 −6 −8−10−7,76 %p−9,24 %p+2,73 %p−0,96 %p+15,22 %pUWOGLCDUSPDAW |
| AW                                | Agenda Wolfschlugen                         | 15,22   | 2          | –       | –          | Kommunalwahl 2024 %403020100 30,07 %15,87 %24,48 %14,36 %15,22 % UWOGLCDUSPDAWGewinne und Verlusteim Vergleich zu 2019 %p 16 14 12 10 8 6 4 2 0 −2 −4 −6 −8−10−7,76 %p−9,24 %p+2,73 %p−0,96 %p+15,22 %pUWOGLCDUSPDAW |
| gesamt                            | gesamt                                      | 100,0   | 14         | 100,0   | 14         | Kommunalwahl 2024 %403020100 30,07 %15,87 %24,48 %14,36 %15,22 % UWOGLCDUSPDAWGewinne und Verlusteim Vergleich zu 2019 %p 16 14 12 10 8 6 4 2 0 −2 −4 −6 −8−10−7,76 %p−9,24 %p+2,73 %p−0,96 %p+15,22 %pUWOGLCDUSPDAW |
| Wahlbeteiligung                   | Wahlbeteiligung                             | 68,48 % | 68,48 %    | 65,66 % | 65,66 %    | Kommunalwahl 2024 %403020100 30,07 %15,87 %24,48 %14,36 %15,22 % UWOGLCDUSPDAWGewinne und Verlusteim Vergleich zu 2019 %p 16 14 12 10 8 6 4 2 0 −2 −4 −6 −8−10−7,76 %p−9,24 %p+2,73 %p−0,96 %p+15,22 %pUWOGLCDUSPDAW |

### Bürgermeister
Im März 2010 wurde Matthias Ruckh zum Nachfolger von Ottmar Emhardt gewählt. Emhardt hatte das Amt 32 Jahre bekleidet.

### Wappen und Flagge

Flagge der Gemeinde Wolfschlugen

| Wappen von Wolfschlugen | Blasonierung: „In Gold (Gelb) ein schwarzer Doppelhaken (Wolfsangel) in Form eines leicht schrägliegenden Großbuchstabens Z.“ |
| Wappen von Wolfschlugen | Die älteste Darstellung des Wappens von Wolfschlugen findet sich auf einem Inschriftstein von 1608 am Rathaus. Das etwas verschobene schwarze Z auf gelbem Grund stellt (wahrscheinlich) eine stilisierte Wolfsangel dar. Vermutlich wurde das Zeichen der Wolfsangel als passend zum Ortsnamen gewählt. Die Wolfsangel war ein Gerät zum Fang von Wölfen mit einem Doppelhaken als Träger des Köders. Das Zeichen fand als Forstsymbol, als Steinmetzzeichen und in der Heraldik Verwendung. |

Die Flagge der Gemeinde zeigt das Wappen auf einem in schwarz und gold zweigeteilten Flaggentuch. 

### Gemeindepartnerschaften
- Espenhain im Landkreis Leipzig in Sachsen

Die Evangelische Kirchengemeinde unterhält seit 2008 eine Gemeindepartnerschaft mit der Evangelischen Kirchengemeinde Ljubljana in Slowenien.

## Wirtschaft und Infrastruktur

### Wirtschaftsgeschichte
Die Landwirtschaft war bis zum Ende des 17. Jahrhunderts die Haupterwerbsquelle. Nach und nach hielten auch andere Berufe in der Gemeinde ihren Einzug wie beispielsweise Maurer, Steinhauer, Zimmermänner, Gipser, Ziegler und Plattenleger. Dies wird von vielen alten Schriften belegt.
Mitte des 19. Jahrhunderts bis zum Ersten Weltkrieg machte sich Wolfschlugen überregional einen Namen mit den hier gefertigten Stickereien. Hierfür wurde eigens eine Stickereischule eröffnet. Eine Stickereiausstellung im Rathaus informiert über diese Zeit.
In der Zeit nach dem Zweiten Weltkrieg begann die Ansiedlung kleinerer Industriebetriebe. Heute finden sich in Wolfschlugen mittelständische Unternehmen und zahlreiche Handwerksbetriebe, viele davon sind im Industriegebiet in Richtung Nürtingen angesiedelt. Das Industriegebiet wurde in den letzten Jahren erheblich erweitert.

### Bildungseinrichtungen
In Wolfschlugen gibt es einen kirchlichen und drei nicht konfessionelle Kindergärten mit insgesamt zehn Gruppen. Eine Grundschule besteht am Ort, seit Juli 2010 wurde die Hauptschule aufgegeben und zusammen mit dem Nachbarort Neuhausen ein Schulverband gegründet, der in Neuhausen eine Hauptschule mit Werkrealschule betreibt.
Die Ortsbücherei Wolfschlugen (Rathausstraße 1) ist für jedermann zugänglich.

### Ver- und Entsorgung
Das Stromnetz in der Gemeinde wird seit 1. Januar 2016 von der FairNetz GmbH Reutlingen betrieben. Eine Erdgasversorgung wird seit 1. Januar 2016 durch die FairNetz GmbH, Reutlingen aufgebaut. Wolfschlugen ist Mitglied im Zweckverband Filderwasserversorgung, von dessen Pumpwerk in Neckartailfingen die Gemeinde ihr Trinkwasser bezieht. Zur Reinigung des Abwassers betreibt die Gemeinde eine Kläranlage in den Winkelwiesen.
Für die Abfallentsorgung ist der Abfallwirtschaftsbetrieb des Landkreises Esslingen zuständig. Biomüll, Hausmüll und Papier werden separat gesammelt. Sperrmüll wird gegen Abgabe eines von zwei Gutscheinen jährlich kostenlos abgeholt oder kann zu einer Entsorgungsstation gebracht werden. Bei den Entsorgungsstationen können auch Elektro- und Metallschrott sowie andere wiederverwertbare Stoffe abgegeben werden.

### Verkehr
Die Gemeinde Wolfschlugen liegt an den Landesstraßen 1205 (Filderstadt–Nürtingen) und 1202 (nach Neuhausen). Außerdem gibt es noch eine Verbindung über die Kreisstraße 1222 ins Aichtal nach Grötzingen. Die Bundesautobahn 8 Stuttgart–München verläuft rund fünf Kilometer nördlich der Gemeinde. Wolfschlugen ist über die Ausfahrt Nummer 54 Esslingen zu erreichen. Etwa acht Kilometer nordwestlich der Gemeinde befindet sich der Flughafen Stuttgart. Er ist der größte und wichtigste Flughafen des Landes Baden-Württemberg.
Vom öffentlichen Nahverkehr wird Wolfschlugen durch drei Buslinien erschlossen: Die Buslinie 74 der SSB verkehrt tagsüber viertelstündlich und führt von Nürtingen nach Stuttgart-Degerloch.
Die Buslinie X4 teilt sich mittlerweile die gleiche Strecke bis Bernhausen, wie die Linie 74, welche vorher einen großen Teil des Verkehrs nach Nürtingen und Filderstadt abdeckte. Durch diese neue Linie teilen sich 74 und X4 nun halb zu halb die frühere (noch bestehende) Linie 74. In Nürtingen stellt sie dabei eine Verbindung mit der Bahnstrecke Plochingen–Immendingen her, in Stuttgart-Degerloch besteht ein direkter Übergang zur Stadtbahn Stuttgart, davor schon in Filderstadt-Bernhausen ein direkter Übergang zur S-Bahn-Linie 2 nach Schorndorf. Die Buslinie 120 des Filderexpress verkehrt tagsüber etwa stündlich und verbindet Wolfschlugen mit Esslingen.
Dicht an Wolfschlugen vorbei verläuft der Hohenzollern-Radweg, der vom Bodensee über die hohenzollerischen Städte Sigmaringen und Hechingen und über Rottenburg am Neckar und Esslingen nach Weinstadt im Rems-Murr-Kreis führt.

## In Wolfschlugen geboren
- Otto Leuze (1881–1931), Bibliothekar
- Gottlob Wilhelm Speidel (1893–1942), Lehrer und Lyriker[11]